# Hailemariam Desalegn
Hailemariam Desalegn Boshe (tiếng Amhara: ኃይለማሪያም ደሳለኝ; sinh ngày 19 tháng 7 năm 1965) là chính trị gia Ethiopia, giữ chức Thủ tướng Ethiopia từ năm 2012. Trước đây Hailemariam Desalegn từng là Phó Thủ tướng kiêm Bộ trưởng Ngoại giao dưới thời Thủ tướng Meles Zenawi từ năm 2010 đến năm 2012. Khi Meles qua đời vào tháng 8 năm 2012, Hailemariam Desalegn kế nhiệm ông làm Thủ tướng. Hailemariam Desalegn cũng từng là Chủ tịch của Liên minh châu Phi từ năm 2013 đến năm 2014.